# Santino Rice
Santino Rice (St. Charles, 20 de agosto de 1974) é um designer de moda e personalidade de televisão americano. Ele é mais conhecido por suas aparições nos reality shows Project Runway, RuPaul's Drag Race e On the Road with Austin and Santino.

## Início da vida
Rice nasceu e foi criado em St. Charles, Missouri. Seus pais eram multirraciais e sua formação inclui afro-americanos, italianos, judeus e nativos americanos. No colegial, Rice ganhou uma bolsa de estudos para o Fashion Institute of Design e Merchandising, em Los Angeles. Depois de frequentar a escola, ele encontrou trabalho nas indústrias de moda e cinema, incluindo papéis extras, dublagem e figurino. .  

## Carreira

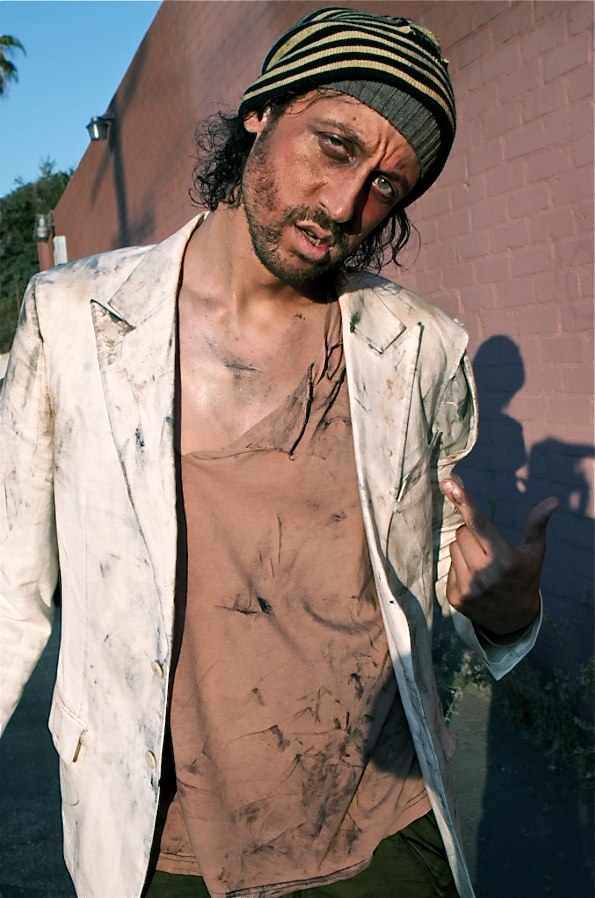
Rice em 2010 em maquiado para L.A. Zombie

Em 2005, Santino participou como concorrente da segunda temporada do reality show Project Runway da Bravo, produzindo resultados mistos na mostra. Ele ganhou dois desafios e esteve entre os três primeiros projetos mais três vezes. No entanto, Rice estava entre as duas pontuações mais baixas em quatro desafios. Em última análise, ele durou toda a temporada e foi um dos três finalistas selecionados para mostrar no Olympus Fashion Week, em Nova York. Ele terminou em terceiro lugar, atrás de Daniel Vosovic e Chloe Dao. 
Rice tornou-se conhecido pela persona carismática e às vezes abrasiva que apresentou no Project Runway, e era frequentemente citado como o "vilão" do programa. Ele também era conhecido por seu humor, incluindo suas imitações do mentor Tim Gunn.
Após o Project Runway, Rice foi selecionado para ser um dos juízes do concurso Miss Universo de 2006. Ele também foi convidado pela MTV VJ SuChin Pak para projetar seu vestido para o 2006 MTV Movie Awards. No ano seguinte, Rice fez uma aparição no sexto episódio do America's Most Smartest Model, no qual ele ensinou os participantes sobre design de moda. A partir de 2008, ele estava criando um novo design de maços de cigarros para a Camel, vestindo um punhado de clientes particulares de elite e trabalhando na construção de sua própria empresa de roupas. 
Mais recentemente, Rice foi escalado em dois papéis principais no reality show. De 2009 a 2014, foi jurado do programa RuPaul's Drag Race. Rice também estrelou On the Road with Austin and Santino do Lifetime, ao lado do ex-aluno do Project Runway, Austin Scarlett. O programa estreou em 2010, seguindo Rice e Scarlett enquanto eles visitavam várias pequenas cidades americanas, projetando roupas para mulheres que tinham próximas ocasiões especiais. Rice também desempenhou um papel menor como um homem sem-teto no thriller de cinema independente queer de 2010, L.A. Zombie.